# Адавие Ефендиева
Адавие Ефендиева (на кримскотатарски: Adaviye Efendiyeva, Адавие́ Эфе́ндиева; 1879, Евпатория — 1944, близо до Самарканд, Узбекска ССР) – кримско-татарска художничка-орнаменталистка.

## Биография
Адавие Ефендиева е родена през 1879 г. в кримски град Евпатория. От ранна възраст баба ѝ я научила на изкуството на бродерия и тъкане. Зад машината за бродиране (гергеф) Адавие първо застава на 12 години, а след 4 години баща ѝ ѝ купува тъкачен стан. За обучението на дъщеря си, той наел майстор на тъкането. През 1928 г. Адавие става ръководител на кръжок по национално бродиране на краеведския музей в Евпатория, като се занимава с преподаване на техниката на бродиране. През 1930 г. става работничка в артел, а след това инструктор по бродиране в артела „Ески Орнек“ („Старинен модел“). До 1937 г. тя създава повече от 500 орнамента. Умира през 1944 година по време на депортацията на кримските татари недалече от Самарканда. По-късно е реабилитирана.

## Творчество
От 1935 г. Адавие участва в художествени изложби. Първоначално нейните рисунки са представени на Московската изложба на майстори на народното изкуство на татари и караити от Крим, а сщо и на I Всеруска изложба на любителското изкуство във визуалните изкуства. Изделията с нейни орнаменти се показват в Европа и САЩ. Адавие Ефендиева е авторка на повече от 200 орнаментални композиции. Сред творбите ѝ са покривки за маса, кърпи за сватба, колани с шарки. По думите на изкуствоведа Исмет Заатов за нейното творчество са характерни „яснота на картината, своеобразна композиция“. Самата Адавие Ефендиева казва за своите композиции следното: „Моите орнаменти са моите мисли“. Сред нейните ученици от евпаторийския артел „Промшвей“ са бродировачката Алиева, Зулейха Бекирова и други. Ескизи и рисунки на Ефендиева се съхраняват във фонд в Централния музей на Таврида (Симферопол).
- Композиция (юни 1943)
- Изрезка (май 1943)